# Celaetycheus flavostriatus
Espèce
Celaetycheus flavostriatus est une espèce d'araignées aranéomorphes de la famille des Ctenidae.

## Distribution
Cette espèce est endémique de Bahia au Brésil,. Elle se rencontre à Ilhéus et à Una.

## Description
Le mâle décrit par Polotow et Brescovit en 2009 mesure 3,6 mm et la femelle 4,5 mm.

## Publication originale
- Simon, 1897 : Histoire naturelle des araignées. Paris, vol. 2, p. 1-192 (texte intégral).